# Ken Hultgren
Kenneth "Ken" Hultgren (14 novembre 1915, Minneapolis, Minnesota - 13 décembre 1968) était un artiste d'animation américain ayant travaillé entre autres pour les studios Disney.

## Biographie
Après avoir participé à la production de Bambi (1942), il dessine de nombreuses histoires ayant pour héros Panchito Pistoles à partir de novembre 1943. Hultgren revient au sein des studios Disney à l'animation en 1954.
Mais il quitte le studio Disney après la production La Belle au bois dormant (1959). Il rejoint alors le studio United Productions of America.

## Filmographie
- 1938 : Symphonie d'une cour de ferme
- 1942 : Bambi
- 1954 : Four Wheels, No Brakes
- 1955 : The Rise of Duton Lang
- 1958 : Paul Bunyan
- 1959 : La Belle au bois dormant